# Pontailler-sur-Saône
Pontailler-sur-Saône é uma comuna francesa na região administrativa da Borgonha-Franco-Condado, no departamento de Côte-d'Or. Estende-se por uma área de 13,18 km². Em 2010 a comuna tinha 1 322 habitantes (densidade: 100,3 hab./km²).